# Західний регіон

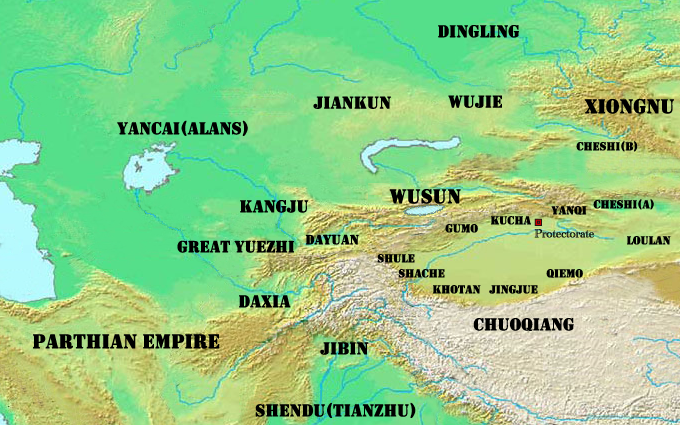
Західні землі в I столітті нашої ери

Західні землі (кит.: 西域, піньїнь: Xīyù, Сіюй)  — прийняте в китайських історичних хроніках найменування регіонів, розташованих західніше застави Юйменьгуань 玉門關 (яка знаходилася на захід від Дуньхуану).
Термін вживався з III століття до нашої ери по VIII століття нашої ери. Найчастіше він позначав Центральну Азію в цілому, але іноді використовувався в більш вузькому сенсі, відносячись конкретно до її східної частини (до району Таримської западини).
Через своє стратегічне положення на Великому шовковому шляху, починаючи з III століття до н.е. регіон мав важливе значення. За династії Хань (династія) він став ареною хунно-китайських воєн, і в I столітті н.е. був підкорений китайськими військами.   Велику  роль  в  проникненні  Китаю  у  Західний Край   зіграв  китайський  чиновник   Чжан Цянь,  який  з  великими  труднощами  розвідав ці  землі і 
приніс  ці  відомості  до  двору  китайського імператора.  Після падіння династії Хань регіон розпався на ряд незалежних володінь, але в VII столітті був підкорений Лі Шиміном і увійшов до складу китайської імперії Тан. Перед цим крізь регіон проїхав китайський мандрівний монах Сюаньцзан, який склав працю «Подорож на Захід за часів Великої Тан».
Заколот Ань Лушаня в VIII столітті привів до початку розпаду імперії Тан і втрати китаєм контролю над Західними землями.